# داني مورين
داني مورين هو سياسي كندي، ولد في 19 ديسمبر 1985 في شيكوتيمي في كندا. حزبياً، نشط في الحزب الديمقراطي الجديد. وقد انتخب عضو مجلس العموم الكندي.